# Hemaris beresowskii
Hemaris beresowskii är en fjärilsart som beskrevs av Sergei Nikolaevich Alphéraky 1897. Hemaris beresowskii ingår i släktet Hemaris och familjen svärmare. Inga underarter finns listade i Catalogue of Life.